# Воєнно-медична доктрина України
Воєнно-медична доктрина України — базовий нормативний документ, затверджений 31 жовтня 2018 року Кабінетом Міністрів України, який регламентує  науково обґрунтовані принципи, єдині організаційні вимоги щодо організації медичного забезпечення Збройних Сил, інших утворених відповідно до законів України військових формувань, правоохоронних та розвідувальних органів, органів спеціального призначення з правоохоронними функціями, встановлює правила взаємодії медичних служб різних міністерств і відомств держави для розв'язання медичних проблем військової медицини в умовах надзвичайних ситуацій у мирний та воєнний час, а також під час реальних бойових дій.

## Зміст
Документ визначає мету, принципи, організаційні основи системи військової охорони здоров’я, повноваження та відповідальність за її реалізацію, фінансове та ресурсне забезпечення, наукове супроводження військової охорони здоров’я, вирішення проблем військової медицини, а головне — відповідальність держави та органів виконавчої влади за розвиток системи військової охорони здоров’я і забезпечення її спроможностей у воєнний час.
Є базовим визначенням правил та принципів організації військової медицини у державі в мирний час, в період воєнного стану, під час надзвичайних ситуацій чи техногенних катастроф.

## Історичні аспекти
Військово-медичний комплекс, який існував на території Української радянської соціалістичної республіки у складі Радянського Союзу, дістався їй у спадщину, під час розпаду СРСР, від Збройних сил СРСР, Міністерства внутрішніх справ СРСР, Комітету державної безпеки СРСР та Прикордонних військ СРСР.
З 1945 по 1991 роки на території УРСР діяли три потужні військові округи: Київський, Одеський та Прикарпатський, які мали розгалужену систему військових шпиталів-госпіталів.
Таку ж розвинену мережу мали госпіталі Міністерства внутрішніх справ СРСР. У Києві був споруджений госпіталь, підпорядкований Комітету державної безпеки СРСР. Прикордонним військам СРСР були підпорядковані госпіталі у Києві, Львові та Одесі.
Після набуття незалежності, в Україні з 1991 по 2014 роки фактично функціонувала військово-медична доктрина УРСР-СРСР, яка передбачала діяльність усіх військово-медичних закладів держави в мирних умовах. Усі вони були підпорядковані, за відомчою приналежністю Міністерству оборони, Державній прикордонній службі, Службі безпеці та Міністерству внутрішніх справ України.
Воєнна доктрина України в принципі не передбачала навіть можливості реальних військових дій з «братньою» Росією та іншими сусідніми державами. Тому, в цих окреслених параметрах, діяв увесь військово-медичний комплекс держави.

## Сучасні проблеми
Після початку весною 2014 року військової агресії керівництва Російської Федерації проти України, виникла нагальна необхідність у розгортанні військово-польових мобільних шпиталів усіх воєнізованих відомств держави, яка показала наступні найсуттєвіші проблеми військової медицини держави:
- Недостатня кількість польових шпиталів (з усією необхідною інфраструктурою, особливо в холодний період року) та необхідних військових медиків за нагальними фаховими напрямками.
- Неузгодженість дій Державної служби з надзвичайних ситуацій з іншими військовими відомствами у оперативному розгортанні достатньої кількості військових польових шпиталів в зоні бойових дій.
- Неузгодженість спільних дій польових шпиталів різних воєнізованих відомств держави по наданню необхідної оперативної медичної допомоги військовослужбовцям цих органів та цивільним особам, які отримали поранення в ході реальних бойових дій, або артилерійських обстрілів.
- Суттєва недостатність автомобільних та авіаційних засобів військової медицини по оперативній доставці поранених/травмованих військовослужбовців до стаціонарних військових шпиталів.
- Відсутність надійної координації військових та цивільних медичних закладів України у наданні оперативної медичної допомоги пораненим військовослужбовцям за необхідними фаховими напрямками лікування.
- Суттєві недоліки у діяльності військово-лікарських комісій усіх військових відомств держави в напрямках оперативного проведення належних медичних експертиз та вчасного встановлення статусу інваліда війни (відповідної групи), члена родини загиблого військовослужбовця (в разі загибелі в умовах реальних бойових дій, або у медичній установі, як наслідок вогнепального поранення). Також, у сотень поранених військовослужбовців виникли суттєві проблеми у встановленні статусу учасника бойових дій.

## Організаційна розробка доктрини
Зважаючи на виявлені суттєві недоліки та прорахунки існуючого в Україні військово-медичного комплексу, Національний інститут стратегічних досліджень, Національна академія медичних наук, Міністерство охорони здоров'я, Інститут психології ім. Г. С. Костюка Національної академії педагогічних наук, за участю фахівців медичних служб усіх воєнізованих відомств держави та громадських організацій розробили проєкт Військово-медичної доктрини України, метою якої є доцільна законодавча регламентація діяльності усіх військових та цивільних медичних закладів України в умовах військового, надзвичайного стану та мирних умовах існування держави.
Затверджений проєкт був переданий Президенту України та Раді національної безпеки і оборони України, яка 04.11.2014. схвалила його і доручила Службі безпеки України, спільно з Національною академією медичних наук розробити та затвердити концепцію Військово-медичної доктрини держави.
31 жовтня 2018 року офіційно затверджена Кабінетом Міністрів України.

## Правові засади
Правовими засадами Доктрини є Конституція України, Закони України та інші офіційні законодавчі акти, які визначають основні параметри діяльності усіх воєнізованих відомств держави та їхніх медичних підрозділів.

## Концепція доктрини
В основу Доктрини покладено єдині організаційні засади діяльності медичних служб, незалежно від відомчого підпорядкування, єдине розуміння причин зниження, втрати боєздатності військовослужбовців та ефективних шляхів її підвищення, єдині погляди на профілактику, діагностику, надання медичної та психологічної допомоги, організацію медичного забезпечення та надання медичної допомоги відповідно до загальнодержавних медичних стандартів, формування необхідного резерву та постійну готовність сил і засобів медичних служб та цивільної системи охорони здоров'я в умовах мирного та воєнного стану.
В запропонованій доктрині, висвітлено наступні суттєві параметри:
- Організаційні основи.
- Військово-політичний компонент.
- Військово-економічний компонент.
- Соціально-правовий компонент.
- Інформаційний компонент.

- Військово-медичний компонент.
- Основні складові системи військової охорони здоров'я.
- Організація та порядок надання медичної допомоги військовослужбовцям та цивільному населенню, як в зоні військових дій, так і поза її межами.
- Інтеграція та управління медичним забезпеченням усіх воєнізованих відомств держави.
- Повноваження та відповідальність за організацію медичного забезпечення вповноважених службовців.
- Фінансове та ресурсне забезпечення військово-медичної сфери України.
- Визначення основних параметрів ефективної підготовки військово-медичних кадрів у військових та цивільних навчальних закладах держави.

Прикінцеві положення доктрини, визначають, що реалізація Доктрини дасть можливість створити в державі єдиний медичний простір та суттєво підвищити ефективність військової та цивільної системи охорони здоров'я. Також, наголошено, що Доктрина є основою для формування нормативно-правової бази діяльності медичних служб усіх воєнізованих відомств держави та наявної цивільної системи охорони здоров'я в частині медичного забезпечення Збройних сил України. Важливим напрямком є спрямування усіх наукових медичних установ військового та цивільного підпорядкування на розробку ефективних методів лікування та соціально-психологічної реабілітації поранених/травмованих військовослужбовців, а також цивільних громадян, які зазнали вогнепальних поранень в зоні реальних бойових дій.

## Перехід на стандарти НАТО
31 жовтня 2018 року Міністерством оборони України прийнято рішення про перехід військової медицини держави на стандарти медичного забезпечення військ НАТО.

## Військові медичні заклади
До найважливіших лікувальних та науково-дослідних закладів військової медицини в державі відносяться :
- Головний військово-медичний госпіталь Міністерства оборони України
- Центральний клінічний госпіталь Державної прикордонної служби України
- Центральний госпіталь Служби безпеки України
- Центральний госпіталь Міністерства внутрішніх справ України